# Angelica e Medoro (Boucher)
Angelica e Medoro (Angélique et Médor) è un dipinto del pittore francese François Boucher, realizzato nel 1763 e oggi conservato nel museo di Arte Metropolitana di New York.

## Storia
L'opera, assieme a Giove e Callisto, che si può considerare il suo pendant, venne esposta al Salone di Parigi nel 1765. Quando nel 1789 i due dipinti vennero venduti, l'opera venne citata come Bacco e Arianna, mentre quando il dipinto ovale venne venduto nel 1851 venne citato come Venere e Adone. Dopo vari passaggi di proprietà, l'opera entrò nelle collezioni del museo nuovaiorchese nel 1982.

## Descrizione
Il soggetto di quest'opera è tratto da un celebre episodio dell'Orlando furioso di Ludovico Ariosto. I protagonisti sono Angelica, la figlia del sovrano del Catai (ovvero la Cina) e Medoro, un soldato moro: nel poema ariostesco Angelica fugge costantemente da vari cavalieri innamorati di lei, incluso il paladino Orlando, e a un certo punto si imbatte in Medoro, un giovane fante dell'esercito moro che è stato ferito mentre cercava di recuperare il cadavere del suo re Dardinello. La principessa del Catai si innamora di lui, venendone ricambiata, e prima di partire i due incideranno sugli alberi i propri nomi per suggellare il loro amore.
I due amanti sono immersi in un paesaggio naturale e sono circondati da dei puttini. Medoro, tuttavia, è non raffigurato nell'atto di incidere i nomi sulla corteccia dell'albero (come avviene in altri dipinti sullo stesso tema artistico, come quello di Toussaint Dubreuil), ma mentre sta cogliendo una ghirlanda di rose: si tratta di un gesto che all'epoca alludeva alla deflorazione, in questo caso quella di Angelica.
Probabilmente Boucher dipinse questo dipinto ispirandosi a un'opera lirica basata sul poema cavalleresco: il Rolando, su libretto di Philippe Quinault e musiche di Jean-Baptiste Lully. Il critico d'arte francese Denis Diderot espresse un giudizio feroce contro questo dipinto, accusando l'artista di aver scelto questo tema solo per avere il pretesto per raffigurare un nudo femminile (seppur di schiena).